# Contea di Holzappel
La contea di Holzappel (in tedesco Grafschaft Holzappel) fu uno Stato tedesco del Sacro Romano Impero dal 1643 al 1806, situato nel moderno Land Renania-Palatinato. 
Sua capitale era la città di Holzappel. Fu fondata nel 1643 da Peter Melander, feldmaresciallo imperiale durante la Guerra dei trent'anni.
Nel 1806, la contea perse la sua immediatezza imperiale e fu mediatizzata in favore del Ducato di Nassau. Fu definitivamente sciolta nel 1918.

## Storia
La contea di Holzappel si formò dalla piccola signoria di Esterau consistente di 12 villaggi centrati attorno alla città di Esten.

### Peter Melander
Nel 1643, Peter Melander acquistò la Signoria di Esterau assieme al baliato di Isselbach da Giovanni Luigi di Nassau-Hadamar, che si trovava in notevoli difficoltà finanziarie.
Peter Meleander era un feldmaresciallo imperiale, che si era arricchito grazie alla posizione di cui godeva durante la Guerra dei trent'anni e che era stato nominato conte di Holzappel nel 1641.
L'imperatore Ferdinando III successivamente elevò la piccola signoria al rango di contea imperiale di Holzappel come ricompensa per i servigi che Melander rese mentre era di servizio nell'esercito imperiale.
Il conte di Holzappel divenne membro della Wetterauische Graefenkolleg, collegio nobiliare di base Wetterau dei conti imperiali della dieta imperiale del Sacro Romano Impero.
Nel XVII secolo, la Contea comprendeva:
- Esterau: Esten (in seguito chiamata Holzappel), Laurenburg con il castello di Laurenburg, Langschied, Geilnau, Kalkofen, Dörnberg, Scheid, Horhausen, Bergen, Bruchhausen, Billenstein, Zum Hahne, Kirchhain e Gerschhausen.
- Bailato di Isselbach: Isselbach, Ruppenroth, Eppenroth e Obernhof.

Melander morì il 17 maggio 1648 ad Augusta a seguito delle ferite avute nella Battaglia di Zusmarshausen. Fu sepolto nella cripta principesca (la Melandergruft) della chiesa luterana di San Giovanni a Esten.
La contea di Holzappel fu ereditata dalla sua unica figlia, Elisabetta Carlotta invece che dai nipoti di Melander come sarebbe stata usanza.

### Elisabetta Carlotta di Nassau-Schaumburg
Peter Melander lasciò una fortuna tale da permettere alla sua vedova Agnes von Efferen di acquistare nel 1656 il castello e la signoria di Schaumburg (vicino a Balduinstein).
In seguito anche questa proprietà fu ereditata dalla figlia Elisabetta Carlotta, che la unì a Holzappel, formando così la contea di Holzappel-Schaumburg.
Elisabetta Carlotta sposò il principe Adolfo di Nassau-Dillenburg nel 1658 e divenne la principessa Elisabetta Carlotta di Nassau-Schaumburg.
Nel 1685, Elisabetta Carlotta mutò il nome della capitale della contea da Esten a Holzappel. Concesse rifugio a Ugonotti e Valdesi permettendo loro di insediarsi nella contea. Nel 1699 fondò l'insediamento valdese di Charlottenberg, vicino a Holzappel, che fu così chiamato in suo onore.

Nel 1806, la contea perse la sua immediatezza imperiale e fu mediatizzata nel Ducato di Nassau.
La contea fu sciolta nel 1918.

## Conti di Holzappel
- 1643 – 1648: Peter Melander
- 1648 – 1707: Elisabetta Carlotta Melander di Holzappel
- 1707 – 1772: principe Vittorio I di Anhalt-Bernburg-Schaumburg-Hoym
- 1772 – 1806: principe Carlo Luigi di Anhalt-Bernburg-Schaumburg-Hoym
- 1806 – 1812: principe Vittorio II di Anhalt-Bernburg-Schaumburg-Hoym
- 1812 – 1817: principessa Erminia di Anhalt-Bernburg-Schaumburg-Hoym
- 1817 – 1867: arciduca Stefano d'Asburgo-Lorena
- 1867 – 1887: duca Giorgio Luigi di Oldenburg
- 1887 – 1893: principe Giorgio Vittorio di Waldeck e Pyrmont
- 1893 – 1918: principe Federico di Waldeck e Pyrmont